# Swiss Racing Team
Swiss Racing Team – szwajcarski zespół wyścigowy, założony w 2000 roku przez Othmara Welti oraz Ericha Kolba. W historii startów zespół pojawiał się w stawce Niemieckiej Formuły 3, Formuły 3 Euro Series (lata 2003-2004), Masters of Formula 3, Grand Prix Makau, Australijskiej Formuły 3, Brytyjskiej Formuły 3 oraz FIA GT1 World Championship. Siedziba zespołu znajduje się w miejscowości Inwil w kantonie Lucerna.

## Starty

### Formuła 3 Euro Series
| Rok  | Bolid             | Kierowcy         | Wygrane | PP | NO | Pkt | M.K. | M.Z. |
| ---- | ----------------- | ---------------- | ------- | -- | -- | --- | ---- | ---- |
| 2003 | Dallara F303-Opel | Gilles Tinguely  | 0       | 0  | 0  | 0   | 33   | 9    |
| 2003 | Dallara F303-Opel | César Campaniço  | 0       | 0  | 0  | 13  | 16   | 9    |
| 2003 | Dallara F303-Opel | James Manderson  | 0       | 0  | 0  | 0   | 29   | 9    |
| 2003 | Dallara F303-Opel | Stefano Proetto  | 0       | 0  | 0  | 0   | 30   | 9    |
| 2003 | Dallara F303-Opel | Marcel Lasée     | 0       | 0  | 0  | 3   | 23   | 9    |
| 2004 | Dallara F302-Opel | Fernando Rees    | 0       | 0  | 0  | 0   | NS   | 11   |
| 2004 | Dallara F302-Opel | Peter Elkmann    | 0       | 0  | 0  | 0   | 30   | 11   |
| 2004 | Dallara F302-Opel | Dennis Furchheim | 0       | 0  | 0  | 5   | 18   | 11   |
| 2004 | Dallara F302-Opel | Alejandro Núñez  | 0       | 0  | 0  | 0   | 31   | 11   |